# Tiquipaya (Cochabamba)
Tiquipaya ist eine Mittelstadt im Departamento Cochabamba im südamerikanischen Anden-Staat Bolivien.

## Lage im Nahraum
Tiquipaya liegt in der Provinz Quillacollo im gleichnamigen Municipio Tiquipaya auf der 300 km² großen, fruchtbaren und dicht besiedelten Hochebene von Cochabamba. Die Ortschaft liegt auf einer Höhe von 2649 m am Südrand des Nationalparks Tunari (Parque Nacional Tunari, PNT), dessen Bergrücken bis zu 5.000 m hoch aufsteigt.
10 km südöstlich von Tiquipaya liegt die Metropole Cochabamba, Hauptstadt des Departamentos, und 15 km in südwestlicher Richtung die Großstadt Quillacollo.

## Geographie
Tiquipaya liegt im Übergangsbereich zwischen der Anden-Gebirgskette der Cordillera Central und dem bolivianischen Tiefland. Das Klima in der Hochebene von Cochabamba ist ein subtropisches Höhenklima, das im Jahresverlauf mehr durch Niederschlagsschwankungen als durch Temperaturunterschiede geprägt ist.
Die mittlere Durchschnittstemperatur der Region liegt bei etwa 18 °C (siehe Klimadiagramm Cochabamba) und schwankt nur unwesentlich zwischen 14 °C im Juni/Juli und 20 °C im Oktober/November. Der Jahresniederschlag beträgt nur rund 450 mm, bei einer ausgeprägten Trockenzeit von Mai bis September mit Monatsniederschlägen unter 10 mm, und einer Feuchtezeit von Dezember bis Februar mit 90 bis 120 mm Monatsniederschlag.

## Bevölkerung
Die Einwohnerzahl der Ortschaft ist in den vergangenen beiden Jahrzehnten – auch durch Eingemeindungen – auf ein Mehrfaches angestiegen:
| Jahr | Einwohner | Quelle       |
| ---- | --------- | ------------ |
| 1992 | 3 037     | Volkszählung |
| 2001 | 26 732    | Volkszählung |
| 2012 | 49 237    | Volkszählung |
| 2024 |           | Volkszählung |

Die Region weist einen hohen Anteil an Quechua-Bevölkerung auf. Im Municipio Tiquipaya sprechen 58,1 Prozent der Bevölkerung Quechua.

## Persönlichkeiten
- Luis Sáinz Hinojosa (1936–2022), römisch-katholischer Ordensgeistlicher und Weihbischof in Cochabamba